# Elaeocarpus roseoalbus
Elaeocarpus roseoalbus är en tvåhjärtbladig växtart som beskrevs av Schlechter. Elaeocarpus roseoalbus ingår i släktet Elaeocarpus och familjen Elaeocarpaceae. Inga underarter finns listade i Catalogue of Life.